# AM730
AM730は香港の三大無料新聞である。香港の不動産代理会社中原地産創業者施永青によって発行されている。第一号が2005年7月30日（略称：730）で、午前（AM）に配布されているので、名前がつけられたということだ。月曜日から金曜日まで（公休を除く）香港鉄路駅の周りだけではなく、大学などでも配布されている。